# Тръпко Василев
Тръпко Василев Наков е български художник, декоратор, галерист и меценат, открил в 1910 година първата художествена галерия в София.

## Биография
Тръпко Василев е роден в 1876 година в костурското село Личища, което тогава е в Османската империя, днес Поликарпи, Гърция.
В 1906 година завършва общия курс на Държавното рисувално училище в София (днес Художествената академия), където негови преподаватели са живописците Петко Клисуров и проф. Иван Ангелов.
Основната професия на Василев е декоратор, но художественото му наследство се състои предимно в пейзажи. В 1910 година открива първата художествена галерия в София, която става известна като Тръпковата галерия. Въпреки недоброто си материално положение Василев поддържа галерията в продължение на години и така допринася много за популяризирането на изобразителното изкуство в България.
По-известни са платната му „Люто в гората“ и „В гората“, и двете рисувани през 1956 година и притежание днес на Националната художествена галерия.
През 1957 година Василев е удостоен с орден „Кирил и Методий“ I степен.